# Louise Merzeau

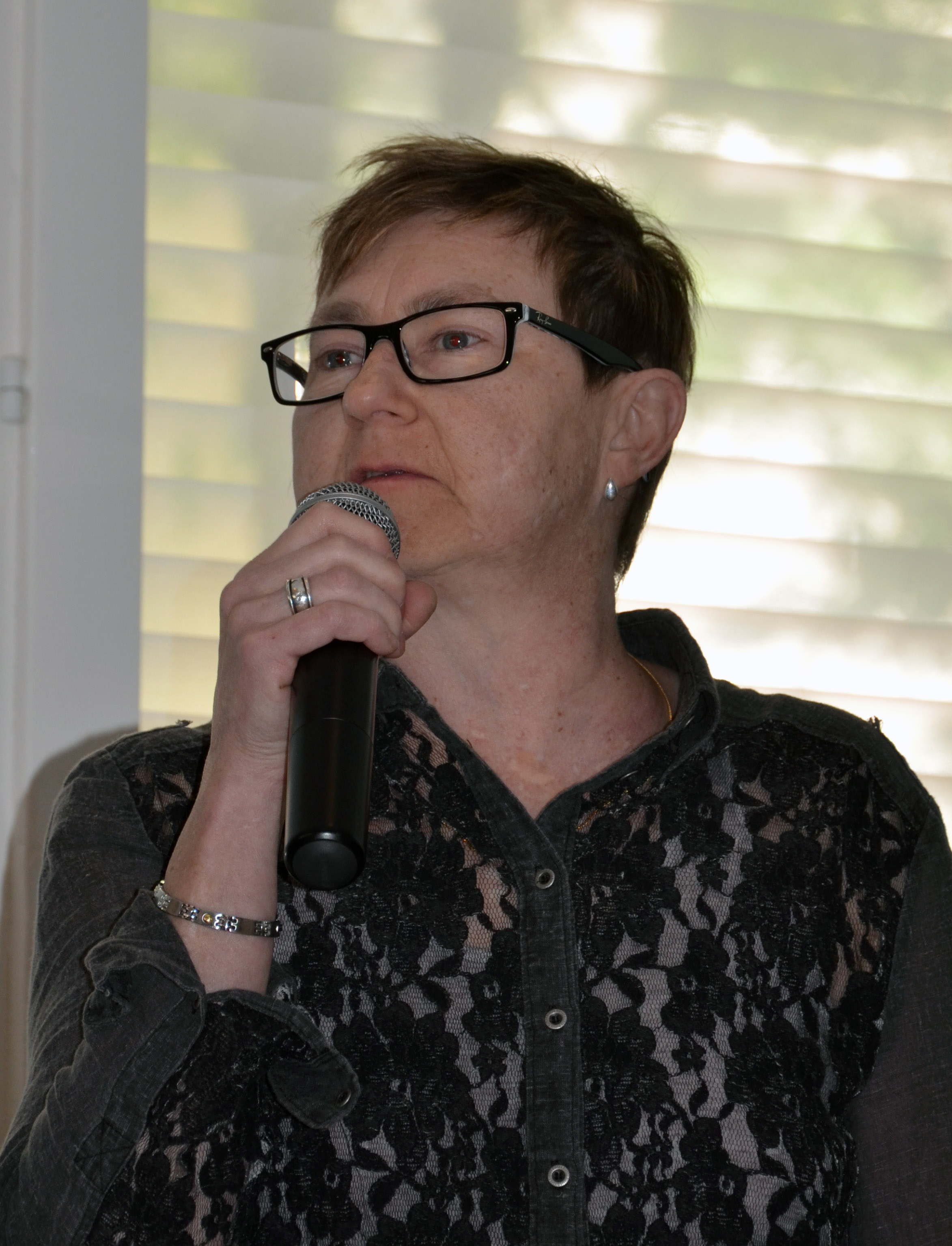
Louise Merzeau (2013)

Louise Merzeau (geb. Sylvie Merzeau; * 8. November 1963; † 15. Juli 2017) war eine französische Fotografin und Professorin an der Universität Paris-Nanterre, die auf Informations- und Kommunikationswissenschaft spezialisiert war.

## Leben
Louise Merzeau schloss 1982 die École Normale Supérieure de Saint-Cloud ab. 1985 bestand sie die Agrégation für moderne Literatur. Sie wurde 1993 in Informations- und Kommunikationswissenschaft an der Universität Paris VIII mit der Dissertation Du scripturaire à l’indiciel: texte, photographie, document promoviert. 2011 habilitierte sie sich mit der Schrift Pour une médiologie de la mémoire. Seit 1990 war sie als Fotografin tätig und seit 2016 lehrte sie an der Universität Paris-Nanterre. Darüber hinaus war Louise Marzeau von 2015 bis 2017 Mitglied im wissenschaftlichen Beirat der Wikimedia Foundation (WMF) France.

## Veröffentlichungen (Auswahl)
- La TV dévorée par le web: d’une industrie de la mémoire à l’autre. INA, Bry-sur-Marne 2013, ISBN 978-2-86938-212-1.
- Traçabilité et réseaux. CNRS éditions, Paris 2009, ISBN 978-2-271-06836-1.
- La scène terroriste. Gallimard, Paris 2002, ISBN 2-07-076380-3.
- Pourquoi des médiologues? Gallimard, Paris 1998, ISBN 2-07-075403-0.